# نقصوة
لتوضيح أكثر انظر نسخ (لغة)
النقصوة (كلمة منحوتة من كلمتين نقل وصوت) أو الكرشنة[بحاجة لمصدر] النقل الصوتي أو النسخ اللفظي هو نسخ اللفظ ورسمه بنظام كتابة آخر أو التفريغ الكتابي، أي نقل الملفوظ في اللغة بأقرب لفظ إليه في اللغة أخرى. حينها يقال «نسخت الكلمة من الكلمة».

## نسخ العربية برموز لوحة المفاتيح اللاتينية
شاعت عربية الدردشة في العصر الحديث بحيث تستخدم الأحرف والأرقام اللاتينية بدلاً من بعض الحروف العربية غير الموجودة في الأبجدية اللاتينية. فمثلاً يستخدم الرقم 3 بدل حرف العين، فإذا أردت كتابة عربي بالأحرف اللاتينية تستعمل 3arabi. وجرى تطوير محرك «ياملي» للبحث ليتعامل مع الكرشنة الإلكترونية. ويجري حاليا تطوير مترجم «عربيزي» لترجمة الكرشنة.تحت تطوير.
فيما يلي جدول يوضح المرادفات بين لفظات الأحرف العربية ومرادفاتها اللاتينية:
| الحرف العربي | بديل لاتيني (كرشني) |
| ------------ | ------------------- |
| ء (همزة)     | ' أو 2              |
| ا (الألف)    | a                   |
| ب            | b                   |
| ت            | t                   |
| ث            | th                  |
| ج            | j                   |
| ج (المصرية)  | g                   |
| ح            | 7                   |
| خ            | 5 أو '7 أو kh       |
| د            | d                   |
| ذ            | dh أو z أو th أو 4  |
| ر            | r                   |
| ز            | z                   |
| س            | s                   |
| ش            | sh                  |
| ص            | 9                   |
| ض            | '9 أو dh            |
| ط            | 6                   |
| ظ            | '6 أو th            |
| ع            | 3                   |
| غ            | '3 أو gh            |
| ف            | F                   |
| ق            | 8 أو q              |
| ك            | k                   |
| ل            | l                   |
| م            | m                   |
| ن            | n                   |
| ه            | h                   |
| و            | w أو o              |
| ي            | y أو e أو i         |